# Persone di cognome Turner
| Questa pagina contiene informazioni ricavate automaticamente dalle voci biografiche con l'ausilio del template Bio e di un bot. L'aggiornamento è periodico e automatico e ricostruisce completamente la pagina. Se manca una persona in questa lista, sei pregato di non aggiungerla, ma accertati piuttosto che la sua voce biografica contenga il template Bio e che i dati anagrafici siano correttamente compilati. Se il template Bio manca, inseriscilo tu stesso o, in alternativa, metti l'avviso {{tmp\|Bio}} che ne segnala la mancanza. Se i dati riportati sono sbagliati, correggi direttamente la voce biografica; le modifiche saranno visibili in questa lista entro pochi giorni. Per chiarimenti vedi il progetto antroponimi. La lista contiene solo le 152 persone che sono citate nell'enciclopedia e per le quali è stato implementato correttamente il template Bio. Pagina aggiornata al 7 ago 2025. |

Questa è una lista di persone presenti nell'enciclopedia che hanno il cognome Turner, suddivise per attività principale.

## Allenatori di calcio(3)
- Brian Turner, allenatore di calcio e ex calciatore neozelandese (n. 1949)
- Chris Turner, allenatore di calcio e calciatore inglese (St Neots, n. 1951 - Wisbech, † 2015)
- Roy Turner, allenatore di calcio e ex calciatore inglese (Liverpool, n. 1943)

## Allenatori di football americano(1)
- Norv Turner, allenatore di football americano statunitense (Camp Lejeune, n. 1952)

## Ammiragli(1)
- Richmond Turner, ammiraglio statunitense (Portland, n. 1885 - Monterey, † 1961)

## Anatomisti(1)
- William Turner, anatomista e antropologo inglese (Lancaster, n. 1832 - Edimburgo, † 1916)

## Animatori(1)
- Gil Turner, animatore, fumettista e regista statunitense (Milwaukee, n. 1913 - Los Angeles, † 1977)

## Antropologi(1)
- Victor Turner, antropologo scozzese (Glasgow, n. 1920 - † 1983)

## Architetti(2)
- John F. Turner, architetto e urbanista britannico (Londra, n. 1927 - Hastings, † 2023)
- Tom Turner, architetto inglese (Woking, n. 1946)

## Assassine(1)
- Anne Turner, assassina inglese (Hinxton, n. 1576 - Tyburn, † 1615)

## Astronomi(1)
- Herbert Hall Turner, astronomo e sismologo britannico (Leeds, n. 1861 - Stoccolma, † 1930)

## Attori(6)
- Aidan Turner, attore irlandese (Clondalkin, n. 1983)
- Callum Turner, attore e modello britannico (Londra, n. 1990)
- Donnell Turner, attore statunitense (Tacoma, n. 1973)
- Frank C. Turner, attore canadese (Wainwright, n. 1951)
- Peter Turner, attore inglese (Liverpool, n. 1952)
- Richard Turner, attore statunitense

## Attrici(8)
- Bree Turner, attrice e ballerina statunitense (Palo Alto, n. 1977)
- Florence Turner, attrice e sceneggiatrice statunitense (New York, n. 1885 - Woodland Hills, † 1946)
- Geraldine Turner, attrice australiana (Brisbane, n. 1950)
- Guinevere Turner, attrice e sceneggiatrice statunitense (Boston, n. 1968)
- Lacey Turner, attrice britannica (Barnet, n. 1988)
- Lana Turner, attrice statunitense (Wallace, n. 1920 - Los Angeles, † 1995)
- Kathleen Turner, attrice statunitense (Springfield, n. 1954)
- Sophie Turner, attrice britannica (Northampton, n. 1996)

## Bassisti(1)
- Martin Turner, bassista e compositore britannico (Torbay, n. 1947)

## Calciatori(11)
- Ben Turner, ex calciatore inglese (Birmingham, n. 1988)
- Graham Turner, ex calciatore, allenatore di calcio e dirigente sportivo inglese (Ellesmere Port, n. 1947)
- Grant Turner, calciatore neozelandese (n. 1958 - Tauranga, † 2023)
- Iain Turner, ex calciatore scozzese (Stirling, n. 1984)
- Ian Turner, ex calciatore e allenatore di calcio inglese (Middlesbrough, n. 1953)
- Matt Turner, calciatore statunitense (Park Ridge, n. 1994)
- Michael Thomas Turner, ex calciatore inglese (Lewisham, n. 1983)
- Noel Turner, ex calciatore maltese (Sliema, n. 1974)
- Richard Turner, calciatore britannico (Hornsey, n. 1882 - Worthing, † 1960)
- Robin Turner, ex calciatore britannico (Carlisle, n. 1955)
- Stan Turner, calciatore britannico (Bucknall, n. 1926 - Bentilee, † 1991)

## Calciatrici(1)
- Danielle Turner, calciatrice inglese (Warrington, n. 1991)

## Canottieri(1)
- David Turner, canottiere statunitense (Oakland, n. 1923 - Jacksonville, † 2015)

## Cantanti(5)
- Big Joe Turner, cantante statunitense (Kansas City, n. 1911 - Inglewood, † 1985)
- Joe Lynn Turner, cantante statunitense (Hackensack, n. 1951)
- Kreesha Turner, cantante canadese (Edmonton, n. 1985)
- Nik Turner, cantante e sassofonista britannico (Oxford, n. 1940 - Pembrokeshire, † 2022)
- Steve Turner, cantante e chitarrista statunitense (Houston, n. 1965)

## Cantautori(5)
- Alex Turner, cantautore e chitarrista britannico (Sheffield, n. 1986)
- Eric Turner, cantautore statunitense (Boston, n. 1977)
- Frank Turner, cantautore britannico (Manama, n. 1981)
- Josh Turner, cantautore e attore statunitense (n. 1977)
- Frankmusik, cantautore e musicista inglese (Londra, n. 1985)

## Cantautrici(1)
- Afida Turner, cantautrice, attrice e produttrice discografica francese (Auchel, n. 1976)

## Cestiste(3)
- Barbara Turner, ex cestista e allenatrice di pallacanestro statunitense (Cleveland, n. 1984)
- Brianna Turner, cestista statunitense (Pearland, n. 1996)
- Yvonne Turner, cestista statunitense (Omaha, n. 1987)

## Cestisti(19)
- Bill Turner, cestista statunitense (Cleveland, n. 1944 - † 2023)
- Elston Turner, ex cestista e allenatore di pallacanestro statunitense (Knoxville, n. 1959)
- Henry Turner, ex cestista statunitense (Oakland, n. 1966)
- Jack Turner, cestista statunitense (Newport, n. 1939 - Newport, † 2013)
- Jack Turner, cestista statunitense (Bedford, n. 1930 - Bedford, † 2014)
- Jeff Turner, ex cestista statunitense (Bangor, n. 1962)
- Andre Turner, ex cestista statunitense (Memphis, n. 1964)
- Evan Turner, ex cestista e allenatore di pallacanestro statunitense (Chicago, n. 1988)
- Frank Turner, ex cestista statunitense (Atlantic City, n. 1988)
- Gary Turner, cestista statunitense (Fort Worth, n. 1942 - Burleson, † 2023)
- Herschell Turner, cestista statunitense (Indianapolis, n. 1938 - Grand Rapids, † 2024)
- Jermaine Turner, ex cestista e allenatore di pallacanestro statunitense (Brooklyn, n. 1974)
- John Turner, ex cestista statunitense (Washington, n. 1967)
- Justin Turner, cestista statunitense (Detroit, n. 1998)
- Larry Turner, ex cestista statunitense (Albany, n. 1982)
- Myles Turner, cestista statunitense (Bedford, n. 1996)
- Neil Turner, cestista statunitense (San Francisco, n. 1928 - Greenbrae, † 2019)
- Rahshon Turner, ex cestista statunitense (Passaic, n. 1975)
- Wayne Turner, ex cestista e allenatore di pallacanestro statunitense (Boston, n. 1976)

## Chitarristi(3)
- Black Ace, chitarrista statunitense (Hughes Springs, n. 1907 - Fort Worth, † 1972)
- Erik Turner, chitarrista statunitense (Omaha, n. 1964)
- Ted Turner, chitarrista e cantante britannico (Sheldon, n. 1950)

## Ciclisti su strada(1)
- Ben Turner, ciclista su strada e ciclocrossista britannico (Doncaster, n. 1999)

## Cosmologi(1)
- Michael Turner, cosmologo statunitense (Los Angeles, n. 1949)

## Danzatori(1)
- Harold Turner, ballerino britannico (Manchester, n. 1909 - Londra, † 1962)

## Designer(1)
- Edward Turner, designer britannico (Camberwell, n. 1901 - Dorking, † 1973)

## Entomologi(1)
- Charles Henry Turner, entomologo, psicologo e educatore statunitense (Cincinnati, n. 1867 - Chicago, † 1923)

## Fumettisti(1)
- Michael Turner, fumettista statunitense (Crossville, n. 1971 - Santa Monica, † 2008)

## Ginnaste(2)
- Dumitriţa Turner, ex ginnasta rumena (Onești, n. 1964)
- Sydney Turner, ginnasta canadese (New Westminster, n. 2005)

## Giocatori di baseball(2)
- Justin Turner, giocatore di baseball statunitense (Long Beach, n. 1984)
- Trea Turner, giocatore di baseball statunitense (Boynton Beach, n. 1993)

## Giocatori di football americano(17)
- Clyde Turner, giocatore di football americano statunitense (Plains, n. 1919 - Gatesville, † 1998)
- Dallas Turner, giocatore di football americano statunitense (Fort Lauderdale, n. 2003)
- Daryl Turner, ex giocatore di football americano statunitense (Wadley, n. 1961)
- Eric Turner, giocatore di football americano statunitense (Ventura, n. 1968 - Thousand Oaks, † 2000)
- Ezekiel Turner, giocatore di football americano statunitense (Pasadena, n. 1996)
- Jim Turner, giocatore di football americano statunitense (Martinez, n. 1941 - Arvada, † 2023)
- D.J. Turner, giocatore di football americano statunitense (Suwanee, n. 2000)
- Keena Turner, ex giocatore di football americano statunitense (Chicago, n. 1958)
- Kobie Turner, giocatore di football americano statunitense (Washington, n. 1999)
- Malik Turner, giocatore di football americano statunitense (Springfield, n. 1996)
- Michael Turner, ex giocatore di football americano statunitense (North Chicago, n. 1982)
- Cole Turner, giocatore di football americano statunitense (Clackamas, n. 2000)
- Payton Turner, giocatore di football americano statunitense (Houston, n. 1999)
- Bake Turner, giocatore di football americano statunitense (Alpine, n. 1940)
- Shemar Turner, giocatore di football americano statunitense (DeSoto, n. 2003)
- Trai Turner, giocatore di football americano statunitense (New Orleans, n. 1993)
- Billy Turner, giocatore di football americano statunitense (Shoreview, n. 1991)

## Imprenditori(1)
- Fred Turner, imprenditore statunitense (Des Moines, Iowa, n. 1933 - Glenview, † 2013)

## Ingegneri(1)
- Richard Turner, ingegnere e imprenditore irlandese (Dublino, n. 1798 - Dublino, † 1881)

## Kickboxer(1)
- Gary Turner, kickboxer, lottatore e artista marziale misto inglese (n. 1970)

## Linguisti(1)
- Mark Turner, linguista statunitense (n. 1954)

## Medici(2)
- Matthew Turner, medico inglese († 1788)
- William Turner, medico, naturalista e presbitero britannico (Morpeth, n. 1508 - Londra, † 1568)

## Militari(2)
- Hanson Turner, militare britannico (Andover, n. 1910 - Manipur, † 1944)
- Tomkyns Hilgrove Turner, militare e archeologo britannico (n. 1764 - † 1843)

## Modelle(2)
- Debbye Turner, modella statunitense (Honolulu, n. 1965)
- Sophie Turner, modella e personaggio televisivo australiana (Melbourne, n. 1984)

## Musicisti(1)
- Othar Turner, musicista statunitense (Contea di Madison, n. 1907 - † 2003)

## Nuotatori(1)
- Harrison Turner, nuotatore australiano (n. 2004)

## Ornitologhe(1)
- Emma Louisa Turner, ornitologa britannica (Royal Tunbridge Wells, n. 1867 - Cambridge, † 1940)

## Ostacolisti(1)
- Andy Turner, ex ostacolista britannico (Nottingham, n. 1980)

## Pallanuotisti(1)
- Ron Turner, pallanuotista britannico (Londra, n. 1927 - Londra, † 2007)

## Pallavoliste(1)
- Ariel Turner, pallavolista statunitense (Highlands Ranch, n. 1991)

## Pattinatori artistici su ghiaccio(1)
- Roger Turner, pattinatore artistico su ghiaccio statunitense (Milton, n. 1901 - Walpole, † 1993)

## Pattinatrici di short track(1)
- Cathy Turner, ex pattinatrice di short track statunitense (Rochester, n. 1962)

## Pediatri(1)
- Alfred Jefferis Turner, pediatra e entomologo australiano (Canton, n. 1861 - Brisbane, † 1947)

## Piloti automobilistici(1)
- Curtis Turner, pilota automobilistico statunitense (Floyd, n. 1924 - Punxsutawney, † 1970)

## Pittori(4)
- Charles Turner, pittore statunitense (Newburyport, n. 1848 - Boston, † 1908)
- George Turner, pittore inglese (Cromford, n. 1841 - Idridgehay, † 1910)
- William Lakin Turner, pittore britannico (Barrow upon Trent, n. 1867 - Sherborne, † 1936)
- William Turner, pittore e incisore inglese (Londra, n. 1775 - Chelsea, † 1851)

## Poeti(1)
- François Turner, poeta e traduttore francese (n. 1955)

## Politici(5)
- Scott Turner, politico, imprenditore e ex giocatore di football americano statunitense (Richardson, n. 1972)
- Jim Turner, politico statunitense (Fort Lewis, n. 1946)
- John Turner, politico canadese (Richmond upon Thames, n. 1929 - Toronto, † 2020)
- Mike Turner, politico e avvocato statunitense (Dayton, n. 1960)
- Sylvester Turner, politico e avvocato statunitense (Houston, n. 1954 - Washington, † 2025)

## Presbiteri(1)
- Richard Turner, presbitero inglese (Staffordshire - † 1565)

## Psicologi(1)
- John Turner, psicologo britannico (Londra, n. 1947 - † 2011)

## Rapper(2)
- Masta Killa, rapper statunitense (New York, n. 1969)
- Choppa, rapper statunitense (New Orleans, n. 1980)

## Registi(1)
- Otis Turner, regista, sceneggiatore e produttore cinematografico statunitense (Fairfield, n. 1862 - Los Angeles, † 1918)

## Rivoluzionari(1)
- Nat Turner, rivoluzionario statunitense (Contea di Southampton, n. 1800 - Courtland, † 1831)

## Sassofonisti(1)
- Mark Turner, sassofonista statunitense (Fairborn, n. 1965)

## Scacchisti(1)
- Matthew Turner, scacchista scozzese (n. 1975)

## Sceneggiatori(1)
- Terry Turner, sceneggiatore statunitense (n. 1947)

## Sceneggiatrici(1)
- Bonnie Turner, sceneggiatrice statunitense (n. 1940)

## Scrittori(3)
- George Turner, scrittore e critico letterario australiano (Melbourne, n. 1916 - Ballarat, † 1997)
- Reginald Turner, scrittore inglese (n. 1869 - Firenze, † 1938)
- Walter J. Turner, scrittore australiano (South Melbourne, n. 1889 - Hammersmith, † 1946)

## Soprani(1)
- Eva Turner, soprano britannico (Werneth, n. 1892 - Londra, † 1990)

## Tenniste(1)
- H. Turner, tennista australiana

## Tennisti(1)
- Douglas Turner, tennista statunitense

## Tiratori a segno(1)
- Jason Turner, tiratore a segno statunitense (Rochester, n. 1975)

## Velociste(1)
- Inez Turner, ex velocista e mezzofondista giamaicana (Trelawny, n. 1972)

## Senza attività specificata(1)
- Myles Turner, tanzaniano (Northumberland, n. 1921 - Masai Mara, † 1984)